# Copa tunisiana de futbol
La Copa tunisiana de futbol o Copa President és la màxima competició futbolística per eliminatòries de Tunísia i segona en importància després de la lliga, organitzada per la Fédération Tunisienne de Football. Fou creada l'any 1922.

## Historial
Font:

### Abans de la independència
| Num | Temporada | Campió                      | Resultat         | Finalista                          |
| --- | --------- | --------------------------- | ---------------- | ---------------------------------- |
| 1   | 1922–23   | Avant Garde de Tunis        | 1–0              | Racing Club de Tunis               |
| 2   | 1923–24   | Racing Club de Tunis        | 2–1              | Sporting Club de Tunis             |
| 3   | 1924–25   | Stade Gaulois de Tunis      | 2–0              | Racing Club de Tunis               |
| 4   | 1925–26   | Sporting Club de Tunis      | 2–1              | FC Bizertin                        |
| 5   | 1926–27   | Stade Gaulois de Tunis      | 2–1              | Sporting Club de Tunis             |
| —   | 1927–28   | No es disputà               | No es disputà    | No es disputà                      |
| —   | 1928–29   | No es disputà               | No es disputà    | No es disputà                      |
| 6   | 1929–30   | US Tunisienne               | 2–1              | Sporting Club de Tunis             |
| 7   | 1930–31   | US Tunisienne               | Lligueta         | ???                                |
| 8   | 1931–32   | Racing Club de Tunis        | 1–1 / 5–0 (rep.) | Sporting Club de Tunis             |
| 9   | 1932–33   | US Tunisienne               | 2–1              | Stade Gaulois de Tunis             |
| 10  | 1933–34   | US Tunisienne               | 1–1 / 2–1 (rep.) | Vaillante Sporting Club Ferryville |
| 11  | 1934–35   | US Tunisienne               | 3–0              | Sporting Club de Tunis             |
| 12  | 1935–36   | Italia de Tunis             | 1–0              | Jeunesse Hammam-Lif                |
| 13  | 1936–37   | Stade Gaulois de Tunis      | 1–0              | Espérance Sportive de Tunis        |
| 14  | 1937–38   | Sporting Club de Tunis      | 0–0 / 2–0 (rep.) | Racing Club de Tunis               |
| 15  | 1938–39   | Espérance Sportive de Tunis | 3–1              | Étoile du Sahel                    |
| —   | 1939–40   | No es disputà               | No es disputà    | No es disputà                      |
| —   | 1940–41   | No es disputà               | No es disputà    | No es disputà                      |
| 16  | 1941–42   | US Ferryville               | 4–1              | Union Sportive Béjaoise            |
| —   | 1942–43   | No es disputà               | No es disputà    | No es disputà                      |
| —   | 1943–44   | No es disputà               | No es disputà    | No es disputà                      |
| 17  | 1944–45   | Olympique de Tunis          | 0–0 / 1–0 (rep.) | Espérance Sportive de Tunis        |
| 18  | 1945–46   | Patrie FC Bizerte           | 3–1              | Étoile du Sahel                    |
| 19  | 1946–47   | Club Sportif de Hammam-Lif  | 2–1              | Espérance Sportive de Tunis        |
| 20  | 1947–48   | Club Sportif de Hammam-Lif  | 2–0              | Patrie FC Bizerte                  |
| 21  | 1948–49   | Club Sportif de Hammam-Lif  | 1–0              | Club Athlétique Bizertin           |
| 22  | 1949–50   | Club Sportif de Hammam-Lif  | 3–0              | Étoile du Sahel                    |
| 23  | 1950–51   | Club Sportif de Hammam-Lif  | 2–0              | Club Athlétique Bizertin           |
| —   | 1951–52   | No es disputà               | No es disputà    | No es disputà                      |
| —   | 1952–53   | No es disputà               | No es disputà    | No es disputà                      |
| 24  | 1953–54   | Club Sportif de Hammam-Lif  | 1–0              | Étoile du Sahel                    |
| 25  | 1954–55   | Club Sportif de Hammam-Lif  | 2–1              | Sfax Railways Sports               |

### Després de la independència
| Num | Temporada | Campió                                        | Resultat                                      | Finalista                                     |
| --- | --------- | --------------------------------------------- | --------------------------------------------- | --------------------------------------------- |
| 26  | 1955-56   | Stade Tunisien                                | 3-1                                           | Club Africain                                 |
| 27  | 1956-57   | Espérance Sportive de Tunis                   | 2-1                                           | Étoile Sportive du Sahel                      |
| 28  | 1957-58   | Stade Tunisien                                | 2-0                                           | Étoile Sportive du Sahel                      |
| 29  | 1958-59   | Étoile Sportive du Sahel                      | 2-2 / 3-2 (rep.)                              | Espérance Sportive de Tunis                   |
| 30  | 1959-60   | Stade Tunisien                                | 2-0                                           | Étoile Sportive du Sahel                      |
| 31  | 1960-61   | Avenir Sportif de La Marsa                    | 0-0 / 3-0 (rep.)                              | Stade Tunisien                                |
| 32  | 1961-62   | Stade Tunisien                                | 1-1 / 1-0 (rep.)                              | Stade Soussien                                |
| 33  | 1962-63   | Étoile Sportive du Sahel                      | 0-0 / 2-1 (rep.)                              | Club Africain                                 |
| 34  | 1963-64   | Espérance Sportive de Tunis                   | 1-0                                           | Club Sportif de Hammam-Lif                    |
| 35  | 1964-65   | Club Africain                                 | 0-0 / 2-1 (rep.)                              | Avenir Sportif de La Marsa                    |
| 36  | 1965-66   | Stade Tunisien                                | 1-0                                           | Avenir Sportif de La Marsa                    |
| 37  | 1966-67   | Club Africain                                 | 2-0                                           | Étoile Sportive du Sahel                      |
| 38  | 1967-68   | Club Africain                                 | 3-2                                           | Sfax Railways Sports                          |
| 39  | 1968-69   | Club Africain                                 | 2-0                                           | Espérance Sportive de Tunis                   |
| 40  | 1969-70   | Club Africain                                 | 0-0 / 0-0 (rep.) (5-3 C)                      | Avenir Sportif de La Marsa                    |
| 41  | 1970-71   | Club Sportif Sfaxien                          | 1-0                                           | Espérance Sportive de Tunis                   |
| 42  | 1971-72   | Club Africain                                 | 1-0 (pr.)                                     | Stade Tunisien                                |
| 43  | 1972-73   | Club Africain                                 | 1-0                                           | Avenir Sportif de La Marsa                    |
| 44  | 1973-74   | Étoile Sportive du Sahel                      | 1-0                                           | Club Africain                                 |
| 45  | 1974-75   | Étoile Sportive du Sahel                      | 1-1 / 3-0 (rep.)                              | EM Mahdia                                     |
| 46  | 1975-76   | Club Africain                                 | 1-1 / 0-0 (rep.) (3-1 p)                      | Espérance Sportive de Tunis                   |
| 47  | 1976-77   | Avenir Sportif de La Marsa                    | 3-0                                           | Club Sportif Sfaxien                          |
| —   | 1977-78   | No finalitzat per l'inici de la Copa del Món. | No finalitzat per l'inici de la Copa del Món. | No finalitzat per l'inici de la Copa del Món. |
| 48  | 1978-79   | Espérance Sportive de Tunis                   | 0-0 / 3-2 (rep.)                              | Sfax Railways Sports                          |
| 49  | 1979-80   | Espérance Sportive de Tunis                   | 2-0                                           | Club Africain                                 |
| 50  | 1980-81   | Étoile Sportive du Sahel                      | 3-1                                           | Stade Tunisien                                |
| 51  | 1981-82   | Club Athlétique Bizertin                      | 1-0                                           | Club Africain                                 |
| 52  | 1982-83   | Étoile Sportive du Sahel                      | 3-1                                           | Avenir Sportif de La Marsa                    |
| 53  | 1983-84   | Avenir Sportif de La Marsa                    | 0-0 (5-4 p)                                   | Club Sportif Sfaxien                          |
| 54  | 1984-85   | Club Sportif de Hammam-Lif                    | 0-0 (3-2 p)                                   | Club Africain                                 |
| 55  | 1985-86   | Espérance Sportive de Tunis                   | 0-0 (4-1 p)                                   | Club Africain                                 |
| 56  | 1986-87   | Club Athlétique Bizertin                      | 1-0                                           | Avenir Sportif de La Marsa                    |
| 57  | 1987-88   | CO Transports                                 | 1-1 (5-4 p)                                   | Club Africain                                 |
| 58  | 1988-89   | Espérance Sportive de Tunis                   | 2-0                                           | Club Africain                                 |
| 59  | 1989-90   | Avenir Sportif de La Marsa                    | 3-2                                           | Stade Tunisien                                |
| 60  | 1990-91   | Espérance Sportive de Tunis                   | 2-1                                           | Étoile Sportive du Sahel                      |
| 61  | 1991-92   | Club Africain                                 | 2-1                                           | Stade Tunisien                                |
| 62  | 1992-93   | Olympique Béja                                | 0-0 (3-1 p)                                   | Avenir Sportif de La Marsa                    |
| 63  | 1993-94   | Avenir Sportif de La Marsa                    | 1-0                                           | Étoile Sportive du Sahel                      |
| 64  | 1994-95   | Club Sportif Sfaxien                          | 2-1                                           | Olympique Béja                                |
| 65  | 1995-96   | Étoile Sportive du Sahel                      | 2-1                                           | Jeunesse Sportive Kairouanaise                |
| 66  | 1996-97   | Espérance Sportive de Tunis                   | 1-0                                           | Club Sportif Sfaxien                          |
| 67  | 1997-98   | Club Africain                                 | 1-1 (4-3 p)                                   | Olympique Béja                                |
| 68  | 1998-99   | Espérance Sportive de Tunis                   | 2-1 (gol d'or)                                | Club Africain                                 |
| 69  | 1999-00   | Club Africain                                 | 0-0 (4-2 p)                                   | Club Sportif Sfaxien                          |
| 70  | 2000-01   | Club Sportif de Hammam-Lif                    | 1-0                                           | Étoile Sportive du Sahel                      |
| —   | 2001-02   | No finalitzat per l'inici de la Copa del Món. | No finalitzat per l'inici de la Copa del Món. | No finalitzat per l'inici de la Copa del Món. |
| 71  | 2002-03   | Stade Tunisien                                | 1-0                                           | Club Africain                                 |
| 72  | 2003-04   | Club Sportif Sfaxien                          | 2-0 (pr.)                                     | Espérance Sportive de Tunis                   |
| 73  | 2004-05   | Espérance Sportive de Zarzis                  | 2-0                                           | Espérance Sportive de Tunis                   |
| 74  | 2005-06   | Espérance Sportive de Tunis                   | 2-2 (5-4 p)                                   | Club Africain                                 |
| 75  | 2006-07   | Espérance Sportive de Tunis                   | 2-1                                           | CA Bizertin                                   |
| 76  | 2007-08   | Espérance Sportive de Tunis                   | 2-1                                           | Étoile Sportive du Sahel                      |
| 77  | 2008-09   | Club Sportif Sfaxien                          | 1-0                                           | Union Sportive Monastir                       |
| 78  | 2009-10   | Olympique Béja                                | 1-0                                           | Club Sportif Sfaxien                          |
| 79  | 2010-11   | Espérance Sportive de Tunis                   | 1-0                                           | Étoile Sportive du Sahel                      |
| 80  | 2011-12   | Étoile Sportive du Sahel                      | 1-0                                           | Club Sportif Sfaxien                          |
| 81  | 2012-13   | Club Athlétique Bizertin                      | 2-1                                           | Avenir Sportif de La Marsa                    |
| 82  | 2013-14   | Étoile Sportive du Sahel                      | 1-0                                           | Club Sportif Sfaxien                          |
| 83  | 2014-15   | Étoile Sportive du Sahel                      | 4-3                                           | Stade Gabèsien                                |
| 84  | 2015-16   | Espérance de Tunis                            | 2-0                                           | Club Africain                                 |
| 85  | 2016-17   | Club Africain                                 | 1-0                                           | US Ben Guerdane                               |
| 86  | 2017-18   | Club Africain                                 | 4-1                                           | Étoile du Sahel                               |
| 87  | 2018-19   | Club Sportif Sfaxien                          | 0-0 (5-4 p)                                   | Étoile Sportive du Sahel                      |
| 88  | 2019-20   | Union Sportive Monastirienne                  | 2-0                                           | Espérance de Tunis                            |
| 89  | 2020-21   | Club Sportif Sfaxien                          | 0-0 (5-4 p)                                   | Club Africain                                 |
| 90  | 2021-22   | Club Sportif Sfaxien                          | 2-0                                           | Avenir Sportif de La Marsa                    |
| 91  | 2022-23   | Olympique de Béjà                             | 1-0                                           | Espérance de Tunis                            |

- Suspesa el 2012 i represa el 2013.